# Maple Grove (condado de Manitowoc, Wisconsin)
Maple Grove es un pueblo ubicado en el condado de Manitowoc en el estado estadounidense de Wisconsin. En el Censo de 2010 tenía una población de 835 habitantes y una densidad poblacional de 9,12 personas por km².

## Geografía
Maple Grove se encuentra ubicado en las coordenadas 44°11′46″N 87°59′19″O / 44.19611, -87.98861. Según la Oficina del Censo de los Estados Unidos, Maple Grove tiene una superficie total de 91.6 km², de la cual 91.49 km² corresponden a tierra firme y (0.12%) 0.11 km² es agua.

## Demografía
Según el censo de 2010, había 835 personas residiendo en Maple Grove. La densidad de población era de 9,12 hab./km². De los 835 habitantes, Maple Grove estaba compuesto por el 96.77% blancos, el 0% eran afroamericanos, el 0.36% eran amerindios, el 0.84% eran asiáticos, el 0.12% eran isleños del Pacífico, el 0.72% eran de otras razas y el 1.2% pertenecían a dos o más razas. Del total de la población el 1.08% eran hispanos o latinos de cualquier raza.